# Czas moskiewski
| MSK-1 | Czas Królewca (UTC+2:00)          |
| MSK   | Czas moskiewski (UTC+3:00)        |
| MSK+1 | Czas Samary (UTC+4:00)            |
| MSK+2 | Czas Jekaterynburga (UTC+5:00)    |
| MSK+3 | Czas Omska (UTC+6:00)             |
| MSK+4 | Czas Krasnojarska (UTC+7:00)      |
| MSK+5 | Czas Irkucka (UTC+8:00)           |
| MSK+6 | Czas Jakucka (UTC+9:00)           |
| MSK+7 | Czas Władywostoku (UTC+10:00)     |
| MSK+8 | Czas Sriedniekołymska (UTC+11:00) |
| MSK+9 | Czas kamczacki (UTC+12:00)        |

Czas moskiewski (ang. Moscow Time, MSK, МСК; ros. московское время) – całoroczna strefa czasowa, odpowiadająca czasowi słonecznemu południka 45°E, który różni się o 3 godziny od uniwersalnego czasu koordynowanego (UTC+03:00).
Strefa obowiązuje w zachodniej Rosji (m.in. w Moskwie i Petersburgu), na Białorusi, na Krymie oraz w Turcji. Czas moskiewski stosowany jest również w rozkładach kolejowych w całej Rosji.
W okresie od marca 2011 roku do października 2014 roku czas moskiewski odpowiadał strefie UTC+04:00. Wcześniej, czas moskiewski standardowy (zimowy) odpowiadał strefie UTC+03:00, a czas letni – UTC+04:00.
W marcu 2016 obwody: astrachański i uljanowski wyłączono z tej strefy, włączając je w strefę czasu Samary.